# Dany Dan
Dany Dan, de son vrai nom Daniel Lakoué, est un rappeur français né le 20 novembre 1973.
Membre fondateur du groupe les Sages Poètes de la rue avec Zoxea et Melopheelo. Réputé pour son utilisation des figures de style comme la métaphore et l'image, il est souvent considéré par la presse spécialisée et le public comme le premier utilisateur de la punchline dans le rap français.

## Biographie
Dany Dan grandit à Boulogne-Billancourt près de la cité du Pont-de-Sèvres. Jeune, il découvre le rap par les disques de son grand frère, dont notamment la bande originale du film Colors et l'album Paid in Full d'Eric B. and Rakim. Il découvre ainsi LL Cool J et Public Enemy en rap américain, tandis que l'émission Deenastyle de Dee Nasty l'introduit au rap français, avec notamment Moda du Ministère A.M.E.R. En interview, il précise que son MC préféré reste Nas.
En 1991, il forme avec Zoxea et Melopheelo le groupe Soul Pop Rock MCs, qui changera de nom deux ans plus tard pour les Sages Poètes de la Rue. Leur premier album, Qu'est-ce qui fait marcher les Sages ? sort en 1995. Fers de lance du rap au Pont-de-Sèvres, ils influencent très largement des groupes comme Mo'vez Lang ou Nysay. Comme le précise Exs dans le DVD Chronik, « si les Sages Po' avaient décidé de se lancer dans le foot, tout le monde les aurait suivis. » Après le lancement de Beat de Boul avec Mo'vez Lang et Malekal Morte, les Sages Po' sortent leur deuxième album Jusqu'à l'amour en 1998. Leur troisième album Après l'orage en 2002 marque le début de l'expérience du groupe dans le monde des maisons de disques. Suivent ensuite Trésors enfouis en 2005 puis Trésors enfouis Vol.2 en 2008, qui compilent des inédits non sortis.
Parallèlement Dany poursuit sa carrière solo, il fonde le label Disques Durs, sur lequel il publie son premier album Poétiquement Correct en octobre 2006. Avant ça sortent FlashBack, Spécial Dany Dan Vol.1, Vol.2 et Vol.3, et un maxi Case départ en 2003 qui avait annoncé l'album qui a finalement vu le jour en septembre 2006. Cet album contient des apparitions d'Al Peco, des Nubians, de Sir Samuel, Brasco, Moda, Saloon et Kimy. Dany publie également un album commun avec Ol' Kainry en octobre 2005, un album original dans une période où le rap français tourne en rond, qui atteint la 73e place du classement français. La rentrée 2008, le 5 février, Spécial Dany Dan vol.3 est mixé par Nicolson et DJ Keri (Very Stronger Crew) avec bon nombre d'inédits enregistrés spécialement pour l'occasion. Plus qu'une mixtape, ce projet révolutionne le genre.
Disques Durs était la structure personnelle de Dany Dan, elle lui permit de produire et développer ses projets musicaux solo et d'étoffer son style original et définitivement Hip Hop.
Dany sort en mai 2010 un nouvel album, intitulé À la régulière.
En 2014, Dany Dan s'associe de nouveau avec Ol'Kainry pour la sortie de leur deuxième album collaboratif, Saison 2. Il atteint la 67e place du classement français en mai 2014.
Au cours de l'année 2020, Dany rencontre et s'associe avec le producteur Kyo Itachi pour le morceau César sur l'album Solide. Le courant passe bien, et après deux ans de travail sort leur opus Pièces montées le 9 février 2024. On y retrouve deux invités, Alonzo et Freeze Corleone. L'album se classe à sa sortie 20ème du top physique et 64ème du top album. Sa pochette est réalisée par le photographe Fifou : elle met en scène Dany Dan et Kyo Itachi dans une partie d'échecs avec deux chèvres ("goat" en américain signifie Greatest of all time) en arrière plan.

## Discographie

### Album studio
- 2006 : Poétiquement correct
- 2010 : À la régulière
- 2024 : Pièces montées (avec Kyo Itachi)

### Mixtapes et EP
- 2003 : Dany Dan Vol.1
- 2003 : Case départ
- 2004 : Flashback Mixtape - 2001... Cette année-là
- 2004 : Dany Dan Vol.2
- 2008 : Dany Dan Vol.3
- 2023 : Dany Dan Vol.4

### Singles
- 2010 : A la régulière
- 2011 : A la régulière Remix
- 2022 : Pop (Style Libre)
- 2023 : Rarissime
- 2023 : Mon Territoire
- 2024 : Crypto Cash avec Freeze Corleone

### Albums collaboratifs
- 1995 : Qu'est-ce qui fait marcher les Sages (Sages Poètes de la Rue)
- 1997 : Dans la sono (Beat de Boul)
- 1998 : Jusqu'à l'amour (Sages Poètes de la Rue)
- 2000 : Dans la ville (Beat de Boul)
- 2002 : Après l'orage (Sages Poètes de la Rue)
- 2005 : Ol' & Dan (avec Ol Kainry)
- 2005 : Trésors enfouis Vol.1 (Sages Poètes de la Rue)
- 2008 : Trésors enfouis Vol.2 (Sages Poètes de la Rue)
- 2014 : Saison 2 (avec Ol' Kainry)
- 2017 : Art contemporain (Sages Poètes de la Rue)

### Apparitions
- 1993 : Sages Poètes de la Rue - La rue, sur la compile Les cool sessions de Jimmy Jay
- 1994 : Mixtape de Cut Killer - Cut Killer no 07 spécial Sages Po'
- 1994 : MC Solaar feat. Sages Poètes de la Rue - L'NMIACCd'HTCK72KPDP, sur l'album Prose combat de MC Solaar
- 1994 : MC Solaar feat. Sages Poètes de la Rue - Le freestyle d'obsolète, sur le maxi Obsolète de MC Solaar
- 1994 : Moda & Dan feat. Sages Poètes de la Rue - L'attitude Neg, sur le EP des Nèg de la Pèg, Ça se passe comme ça
- 1994 : Sinclair feat. Sages Poètes de la Rue & Ménélik - Newskoolintro, sur le maxi Tranquille de Sinclair
- 1995 : Sages Poètes de la Rue - Bon baiser du poste sur la compile La Haine, musiques inspirées du film
- 1995 : Mélaaz feat. Sages Poètes de la Rue - Roule ta boss, sur l'album de Mélaaz
- 1995 : Fabe feat Dany Dan - Rien ne change à part les saisons, sur le EP Lentement mais sûrement de Fabe
- 1995 : Démocrates D feat Sages Poètes de la Rue, Bambi Cruz, Hugo, Jazzyko, Ménélik, Mista Chik Clan, Pleofimu, Say C, Sly D.O & Striker - Onze 44 (freestyle), sur l'album La voie du peuple de Démocrates D
- 1995 : Manu Key feat. Dany Dan - Gravé sur tes shoes
- 1995 : Sages Poètes de la Rue - Freestyle, sur la mixtape Freestyle de Cut Killer
- 1995 : Lunatic feat. East, Driver, Dany Dan & Zoxea - Freestyle, sur la mixtape #13 (Spécial Lunatic) de Cut Killer
- 1995 : Sages Poètes de la Rue feat. Lunatic - Freestyle d'improvisation, sur la mixtape #13 (Spécial Lunatic) de Cut Killer
- 1995 : Sages Poètes de la Rue - Le son, sur la compile Hip-Hop non stop vol.1 de Jimmy Jay
- 1995 : Mo'vez Lang feat. Dany Dan - Poison juvénile, sur la compile Les cool sessions vol.2 de Jimmy Jay
- 1997 : Sages Poètes de la Rue - Va tèj ton gun, sur le EP Dans la sonodu Beat De Boul
- 1997 : Beat De Boul - Beat de Boul dans la sono, sur le EP Dans la sono du Beat De Boul
- 1997 : Sages Poètes de la Rue - Partout autour, sur la compile My definition of Hip Hop - French flavor vol.1 de DJ Enuff
- 1997 : Manu Key feat. Dany Dan - Mon pote et moi, sur l'album de Different Teep, La rime urbaine
- 1997 : Sages Poètes de la Rue - Freestyle, sur la mixtape What's the flavor ? #25 de DJ Poska
- 1997 : Sages Poètes de la Rue - Freestyle, sur la mixtape Opération coup de poing
- 1997 : Dany Dan & Driver - Freestyle, sur la mixtape Dontcha Flex vol.3 de Dontcha Flex
- 1998 : Sages Poètes de la Rue & Sir Doum's - À côté de toi sur la B.O. du film Zonzon
- 1998 : Sages Poètes de la Rue - Va tèj ton gun Remix sur la compile Nouvelle donne
- 1998 : La Harissa feat. Sages Poètes de la Rue - Pas de limite sur l'album de La Harissa, Portos ricos
- 1998 : Sages Poètes de la Rue feat. Cens Nino & Sir Doum'S - Beat de Boul sur la compile Opération freestyle
- 1998 : Sages poètes de la rue - C'est comme ça sur la compilation De Paris à New York
- 1999 : Sages Poètes de la Rue feat. Don Choa - Pour qui, pourquoi sur la compile Collectif Rap 2
- 1999 : Zoxea Feat Dany Dan, L.I.M, Sir Doum's, IMS & Don Choa - Vengeance sur l'album de Zoxea, A mon tour d'briller
- 1999 : Daomen Feat Dany Dan - Immigré life sur l'album de Daomen, Underground classic
- 1999 : Dany Dan - Freestyle sur la mixtape de Jean-Pierre Seck, Sang D'encre
- 2000 : Sages Poètes de la Rue - Faut les entendre parler sur la compile Time Bomb session Vol.1
- 2000 : Sages Poètes de la Rue - Honnêtes, malhonnêtes sur la compile Sad hill impact
- 2000 : Dany Dan - Faut les mettre sur la compile Les lascars contre le sida
- 2000 : Dany Dan feat. Iron Sy - Plus on est de fou plus on rigole sur la compile Nouvelle Donne 2
- 2000 : Dany Dan - Mon style de vie sur la compile 24 heures de nos vies
- 2000 : Dany Dan Feat Gentlemen - La voix du plus dingue sur la compile Ghett' Out Vol.1
- 2000: Dany Dan feat DJ Mehdi Pop Song I & II sur Espion le EP
- 2001 : Oxmo Puccino Feat Dany Dan - A ton enterrement sur l'album d'Oxmo, L'amour est mort
- 2001 : Sages Poètes de la Rue - Sages poètes sur la compile Cut Killer Show II
- 2001 : Oxmo Puccino feat. Dany Dan - Je rappe pour rien
- 2002 : Dany Dan feat. K'Reen - Souviens toi sur la compile Old school
- 2003 : Kalash feat. Dany Dan & Ekoué - Malgré l'effort sur l'album éponyme de Kalash
- 2003 : Dany Dan feat. Kalash & Ekoué - Malgré l'effort sur la compile Explicit 18
- 2003 : Mala feat. Dany Dan - Oooh mec sur la mixtape de Mala, Ma zone
- 2003 : Dany Dan feat. Willy Denzey - Nos retrouvailles sur la compile Don't sleep 2
- 2003 : Disiz feat. Dany Dan - Quoi de neuf sur la mixtape de Disiz, Disizenkane
- 2004 : Dany Dan - Les derniers seront les premiers sur la compile Sang d'encre haut débit
- 2004 : Dany Dan - Freestyle sur la compile Double violences urbaines
- 2004 : Zoxea feat. Dany Dan, Sinik, Nysay, Lino & Jacky - King de Boulogne Remix
- 2004 : Manu Key feat. Dany Dan, Zoxea, Booba, Oxmo Puccino & 16 Ar - Quai 54 all stars sur l'album de Manu Key, Prolifique Vol.1
- 2004 : Triptik feat. Dany Dan & Jango Jack - H.I.P.H.O.P (sur l'album de Triptik, TR-303)
- 2004 : Dany Dan feat. M. Vegas - Make the Fire Burn (sur la B.O. du film RRRrrr!!!)
- 2004 : Wallen feat. Dany Dan - Le nouveau (sur l'album Avoir la vie devant soi de Wallen)
- 2004 : Dany Dan - Disques durs (sur la mixtape 92100% Hip Hop Vol.4)
- 2005 : Dany Dan feat. Soumia - Les belles choses (sur la compilation Zone Caraïbes)
- 2005 : Dany Dan - Egostyle (sur la compilation Ma conscience)
- 2005 : Gentlemen feat. Dany Dan, Larsen & Saïan Supa Crew - Mes empreintes (sur la mixtape des Gentlemen, Cobra)
- 2005 : Dany Dan - Freestyle (sur la compilation Neochrome Vol.2)
- 2006 : Dany Boss feat. Dany Dan - Le boss et le pop (sur le street CD de Dany Boss, Street life)
- 2006 : Youssoupha feat. Dany Dan, D.O.C, Sarah, S'Pi & Alpha 5.20 - Apologie de la rue Remix (sur la mixtape Mixtape avant l'album de Youssoupha)
- 2006 : Dany Dan feat. Haroun - Un jour tu gagnes sur la compile Les chroniques de l'asphalte
- 2006 : Sir Doum's Feat Dany Dan & Mala - Espèces non répertoriées (sur le street CD L'alien de Doum'S)
- 2007 : Dany Dan & Smoker - Rap impact (sur la mixtape Le prélude de DJ Skorp)
- 2008 : Dany Dan - Ego style (sur la compilation Thug life)
- 2008 : Saloon feat. Dany Dan - Moi, moi et moi (sur l'album de Saloon, Le quatrième singe)
- 2008 : Saloon feat. Dany Dan - Punchline Remix (sur l'album de Saloon, Le quatrième singe)
- 2008 : Dany Dan feat. Al Peco, Six Coups MC, Smoker, Gued1, Seven, S'Pi, Sultan & Abdel - Rap impact Remix (sur la compilation Rap impact de DJ Skorp)
- 2008 : Le Gued Mussolini feat. Dany Dan - Hip-hop
- 2008 : Vendetta feat. Loko & Dany Dan - Un rappeur sachant rapper
- 2009 : Agonie feat. Dany Dan - Le temps passe vite sur l'album d'Agonie, De l'autre côté du miroir
- 2009 : Dany Dan feat. Zoxea - Chacun sa drogue sur la compile Punchline street beat show
- 2010 : Dany Dan feat. Lalcko - Toujours dans le game sur la mixtape Rap impact Vol.2
- 2010 : Canelason feat. Dany Dan, Busta Flex & Ol' Kainry - Mode de vie Remix (sur l'album de Canelason, Sin Pasaporte)
- 2010 : Canelason feat. Dany Dan - Mode de vie (sur l'album de Canelason, Sin Pasaporte)
- 2010 : Jeune Ras feat. Dany Dan - Succès (sur l'album de Jeune Ras, Freeride)
- 2011 : Kenyon Feat Dany Dan et Mistair - Respire (sur l'album de Kenyon, Soul révolte)
- 2011 : Ol' Kainry & Jango Jack feat. Tito Prince, Dany Dan & Youssoupha - Sachez le (sur l'album d'Ol' Kainry & Jango Jack, Soyons Fous)
- 2012 : Nakk Mendosa feat. Dany Dan et Nubi - Zaggin (sur le projet DarkSun de Nakk)
- 2012 : Zoxea feat. Busta Flex, Morsay, Guizmo, Mokless, Melopheelo, Dany Dan, Tiwony, Disiz, Youssoupha, Fuzati, Nakk - C'est nous les Reustas Remix (sur l'album Tout dans la tête de Zoxea)
- 2012 : Sinaï feat. Dany Dan Entre Parenthèses (sur l'album Derrière le masque de Sinaï)
- 2012 : Sameer Ahmad feat. Dany Dan - Mastermindzz
- 2012 : Vicelow feat. Dany Dan, 3010, Sams, Disiz & Taïro - Welcome to the BT2 (Remix)
- 2012 : Dany Dan - Dur de percer (prod. Hanibal)
- 2013 : Dan-D X Ronnie Ron feat. Ron Browz, Dadoo, Dany Dan, Billy Bats, Emotion Lafolie, Ol' Kainry, Monseigneur Mike, Fibo, Cuizinier, Nakk, Joke & Jango Jack (prod. Jay Fra)
- 2019 : Saloon feat. Dany Dan - On fait ça et Regarde (sur l'EP Le roi des animaux)
- 2019 : Ol' Kainry feat. Dany Dan - Badass (sur l'EP Mode Ermite)
- 2022 : Cesar (sur l'album Solide de Kyo Itachi)
- 2024 : Prince Fellaga feat. Dany Dan - Vision (sur l'album Mystic)
- 2025 : Oxmo Puccino feat. Dany Dan et Papi Teddy Bear - Nouvel Elixir (sur la mixtape Lafiya sessions)